# Manang (district)

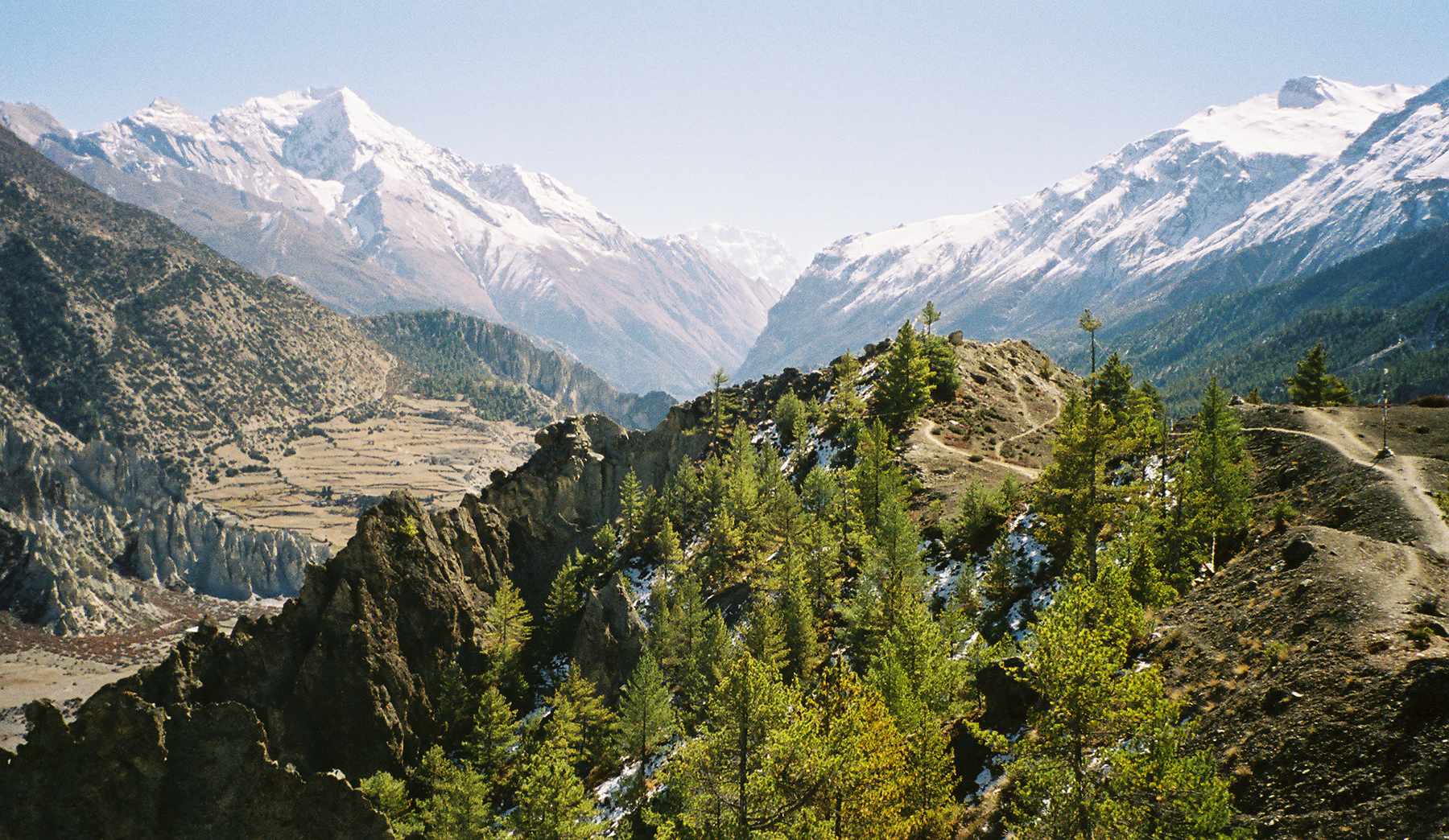
De Manang-vallei

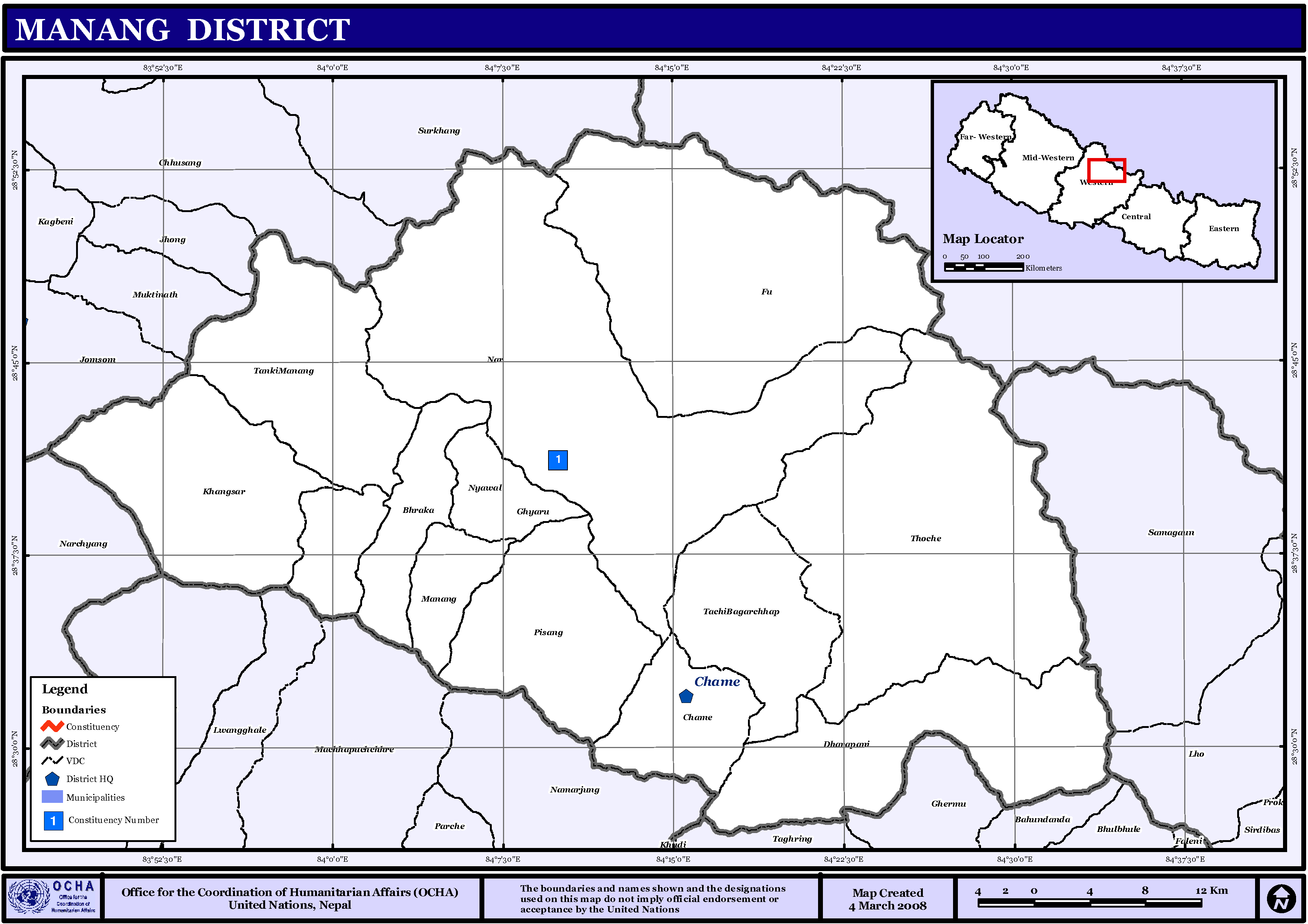
Kaart van Manang

Manang (Nepalees: मनाङ) is qua inwoneraantal het kleinste van de 75 districten van Nepal. Het district is gelegen in de bestuurlijke zone Gandaki en de hoofdplaats is Chame, een dorpscommissie met 1100 inwoners. Een andere belangrijke plaats is de dorpscommissie Manang in de brede Manang-vallei. Deze vallei is helemaal omsloten door bergtoppen tot en boven de 8000 meter. Ten zuiden van deze vallei liggen de besneeuwde toppen van de Annapurna Himal.

## Stedenendorpscommissies[2][3]
- Stad: Nepalees: nagarpalika of N.P.; Engels: municipality;
- Dorpscommissie: Nepalees: gāu bikās samiti; Engels: village development committee of VDC.

- Steden (0): geen.
- Dorpscommissies (13): Bhraka, Chame, Dharapani, Fu, Ghyaru, Khangsar, Manang, Nar, Nyawal (of: Ngawal), Pisang, Tachi Bagarchhap (of: Tachai Bagarchhap), Tanki Manang, Thoche.

Achham · 
Arghakhanchi · 
Baglung · 
Baitadi · 
Bajhang · 
Bajura · 
Banke · 
Bara · 
Bardiya · 
Bhaktapur · 
Bhojpur · 
Chitwan · 
Dadeldhura · 
Dailekh · 
Dang · 
Darchula · 
Dhading · 
Dhankuta · 
Dhanusa · 
Dolkha · 
Dolpa · 
Doti · 
Gorkha · 
Gulmi · 
Humla · 
Ilam · 
Jajarkot · 
Jhapa · 
Jumla · 
Kailali · 
Kalikot · 
Kanchanpur · 
Kapilvastu · 
Kaski · 
Kathmandu · 
Kavrepalanchok · 
Khotang · 
Lalitpur · 
Lamjung · 
Mahottari · 
Makwanpur · 
Manang · 
Morang · 
Mugu · 
Mustang · 
Myagdi · 
Nawalparasi · 
Nuwakot · 
Okhaldhunga · 
Palpa · 
Panchthar · 
Parbat · 
Parsa · 
Pyuthan · 
Ramechhap · 
Rasuwa · 
Rautahat · 
Rolpa · 
Rukum · 
Rupandehi · 
Salyan · 
Sankhuwasabha · 
Saptari · 
Sarlahi · 
Sindhuli · 
Sindhulpalchok · 
Siraha · 
Solukhumbu · 
Sunsari · 
Surkhet · 
Syangja · 
Tanahu · 
Taplejung · 
Terhathum · 
Udayapur